# Nossa Senhora do Palmar
Nossa Mãe do Palmar Coroada (em castelhano:  Nuestra Madre del Palmar Coronada), é um título católico palmariano de Maria, associado a uma suposta aparição na vila espanhola de El Palmar de Troya em 1968. A aparição não é reconhecida pela Igreja Católica, mas é reconhecida pela Igreja Cristã Palmariana, grupo católico independente e cismático. A Catedral-Basílica de Nossa Mãe do Palmar Coroada, templo sede do Catolicismo Palmariano é o santuário maior da referida invocação e foi construída no exato local da suposta aparição.

## Aparição mariana
Em 30 de março de 1968, quatro meninas do povoado de El Palmar de Troya relataram ter aparições de "uma senhora muito bonita" em uma árvore perto do campo de Alcaparrosa, nos arredores da cidade na Andaluzia espanhola, enquanto colhiam flores. No ano seguinte, várias outras pessoas relataram aparições e visões da Virgem campo. As supostas aparições atraíram grandes grupos de fiéis católicos para a região de outras partes da Espanha e do exterior. Videntes relataram mensagens de Maria, alegando que ela instruiu as pessoas a rezar o Pai Nosso e o Rosário, e para os católicos retornarem ao culto na forma tradicional.
Em 15 de outubro de 1968, Clemente Domínguez Gómez e Manuel Corral visitaram o local da aparição pela primeira vez. Em 30 de setembro de 1969, Domínguez Gómez afirmou ter uma visão de Jesus Cristo e do Padre Pio de Pietrelcina. Mais tarde naquele ano, em 8 e 15 de dezembro, ele alegou ter visões daVirgem Maria. Ele também alegou experimentar estigmas e outras Santas Chagas.  Segundo Domínguez Gómez, a Virgem Maria e Jesus Cristo comunicaram-lhe que a Missa Tridentina era a única forma correta de Missa, e que a Missa de Paulo VI era uma blasfêmia. Houve também avisos de que maçons e comunistas estavam se infiltrando na Igreja Católica. Domínguez Gómez continuou afirmando que o Papa Paulo VI era inocente e que era vítima de outros líderes católicos, que o mantinham refém no Vaticano.
Em 18 de maio de 1970, o Cardeal José Bueno Monreal, arcebispo de Sevilha, denunciou formalmente as aparições como "histeria coletiva e supersticiosa". O local da aparição continuou a atrair peregrinos e assim, em 18 de março de 1972, o Cardeal Bueno Monreal reiterou sua denúncia da aparição e das visões, proibindo a devoção a Nossa Senhora do Palmar. Sob sua decisão, nenhum padre católico podia fazer peregrinações a El Palmar de Troya, e nenhum ato de culto público ou serviços religiosos eram permitidos. 
Em 1976, Clemente Domínguez Gómez afirmou ter recebido uma aparição privada da Virgem Maria pedindo-lhe para consagrar bispos à ordem religiosa. Ele também alegou ter recebido mensagens da Virgem Maria de que o Papa Paulo VI seria sucedido por um Papa válido e por um Antipapa, e que a Igreja Católica não estaria mais centrada em Roma. Após a morte do Papa Paulo VI em 6 de agosto de 1978, Domínguez Gómez afirmou ter sido coroado por Cristo como o novo Papa da Igreja Católica, tomando o nome papal de Gregório XVII e declarando que a Santa Sé havia sido transferida de Roma para El Palmar de Troya. Neste momento, a ordem formou sua própria igreja sectária independente, chamada de Igreja Cristã Palmariana dos Carmelitas da Santa Face, e cortou todos os laços com a Igreja Católica. Domínguez Gómez afirmou continuar a ter visões e testemunhar aparições da Virgem Maria até o ano 2000. 
De acordo com jornalistas e historiadores, a imagem da Virgem do Palmar de Troya é a mesma de Nossa Senhora do Carmo Stella Maris, portando o menino Jesus nos braços e segurando um escapulário. Com a fundação da Igreja Palmariana, a imagem que foi entronizada no lugar das aparições do Palmar em 1972 foi coroada e revestida com mantos de tecido, mas por sua fragilidade, foi possivelmente substituída por uma cópia de roca. Em suas mãos, sustenta o escapulário da Santa Face, símbolo da Igreja Palmariana.

## Santuário mariano

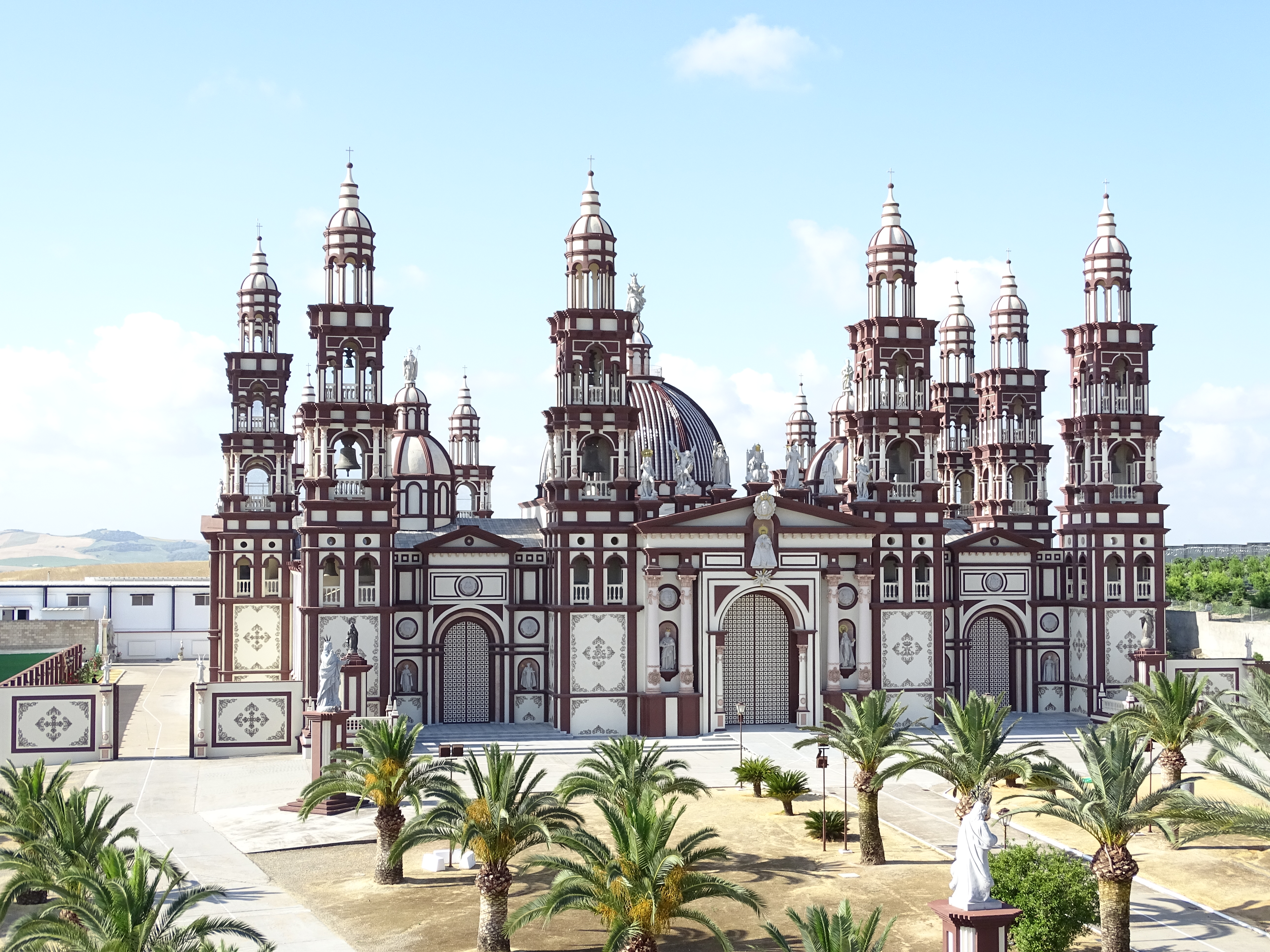
A Catedral-Basílica de Nossa Mãe do Palmar Coroada.

Em 1972, Domínguez Gómez e Alonso Corral compraram o terreno da Alcaparrosa e construíram um elaborado santuário dedicado à Virgem Maria, cercado por um muro. Em 1978, começou a construção de uma catedral no local. O santuário, conhecido como Basílica de Nossa Mãe do Palmar Coroada, foi concluído em 2014 e é usado como sede mundial da Igreja Cristã Palmariana dos Carmelitas da Santa Face.